# Ферримагнетики

Ферримагнитное упорядочивание.

Ферримагне́тики — материалы, у которых магнитные моменты атомов различных подрешёток ориентируются антипараллельно, как и в антиферромагнетиках, но моменты различных подрешёток не равны, и, тем самым, результирующий момент не равен нулю. Ферримагнетики характеризуются спонтанной намагниченностью. Различные подрешётки в них состоят из различных атомов или ионов, например, ими могут быть различные ионы железа, Fe2+ и Fe3+. Свойствами ферримагнетиков обладают некоторые упорядоченные металлические сплавы, но, главным образом, различные оксидные соединения, среди которых наибольший практический интерес представляют ферриты.
Ферримагнетики имеют доменную структуру, состоящую из двух или более подрешеток, связанных антиферромагнитно (антипараллельно). Поскольку подрешетки образованы атомами (ионами) различных химических элементов или неодинаковым их количеством, они имеют различные по величине магнитные моменты, направленные антипараллельно. В результате появляется отличная от нуля разность магнитных моментов подрешеток, приводящая к спонтанному намагничиванию кристалла. Таким образом, ферримагнетики можно рассматривать как нескомпенсированные антиферромагнетики (у них магнитные моменты атомов не скомпенсированы). Своё название эти материалы получили от ферритов — первых некомпенсированных антиферромагнетиков, а магнетизм ферритов назвали ферримагнетизмом. У ферритов доменная структура, как и у ферромагнетиков, образуется при температурах ниже точки Кюри. К ферритам применимы все магнитные характеристики, введенные для ферромагнетиков. В отличие от ферромагнетиков, они имеют высокое значение удельного сопротивления, меньшую величину индукции насыщения, более сложную температурную зависимость индукции. Ферромагнетизм в металлах объясняется наличием обменного взаимодействия, которое образуется между соприкасающимися атомами, а также взаимной ориентацией спиновых магнитных моментов. В ферримагнетиках магнитные моменты ионов ориентированы антипараллельно, и обменное взаимодействие происходит не непосредственно, а через ион кислорода О2−. Такое обменное взаимодействие называют косвенным обменом или сверхобменом. Оно усиливается по мере приближения промежуточного угла от 0° к 180°.
Ферримагнитные материалы
В настоящее время большое внимание уделяется ферритам. Ферриты ведут свое происхождение от магнетита — естественного постоянного магнита, известного на протяжении всей истории человечества. Природный минерал — оксид железа, или магнетит Fe3O4, был давно известен как один из магнитных материалов. Учитывая низкую удельную электрическую проводимость магнетита (100 Ом⋅см), С. Гильберт (Германия) уже в 1909 г. предложил использовать его в высокочастотных магнитных цепях. Однако из-за плохих магнитных свойств, и прежде всего из-за низкой магнитной проницаемости, ферриты железа не нашли практического применения; к тому же сама техника высоких частот делала в те годы первые шаги. Лишь после интенсивных исследований, начатых в Голландии в 1933 г., удалось существенно улучшить характеристики ферритов и организовать их широкое внедрение в технику.
В 1936 г. научные исследования в этом направлении начала лаборатория фирмы «Филипс». К концу второй мировой войны благодаря фундаментальным исследованиям Я. Сноека в Голландии был разработан ряд синтетических магнитомягких ферритов с начальной магнитной проницаемостью 103 [10.27].
В СССР пионерами разработки ферритов являлись коллективы ученых, возглавляемые ГА. Смоленским, Н. Н. Шольц, К. А. Пискаревым, С. В. Вонсовским, К. М. Поливановым, С. А. Медведевым, К. П. Беловым, Е. И. Кондорским, Р. В. Телесниным, Я.С. Шуром, Т. М. Перекалиной, И. И. Ямзиным, Л. И. Рабкиным, А. И. Образцовым и многими другими [10.30, 10.31,10.33].
Для получения высокой магнитной проницаемости ферритов, относящихся к группе поликристаллических материалов с кубической гранецентрированной решеткой, необходимо стремиться к уменьшению внутриструктурных напряжений и кристаллической анизотропии. Другими словами, магнитострикция и константа кристаллографической анизотропии должны быть близкими к нулевому значению. Исследованиями было установлено, что если образовать твердый кристаллический раствор оксида железа Fe2O3 с немагнитной присадкой, то точку Кюри можно сместить в область, близкую к комнатным температурам, и таким образом резко повысить магнитную проницаемость в рабочем диапазоне температур. В качестве немагнитного компонента наиболее пригодным оказался оксид цинка, так как феррит цинка кристаллизуется не в обращенной магнитной форме, а в форме нормальной немагнитной шпинели. В последующие годы была разработана большая группа магнито-мягких ферритов для различных диапазонов частот путем присадки цинка и никеля или цинка и марганца. По сравнению с никель-цинковыми марганец-цинковые ферриты обладают более высокой магнитной проницаемостью и намагниченностью насыщения. Наряду с этим тангенс угла диэлектрических потерь возрастает быстрее у марганец-цинковых ферритов начиная с частоты около 1 МГц; причина этого явления — смещение в сторону более низких частот гиромагнитной граничной частоты, увеличение размеров зерен структуры и уменьшение удельного электрического сопротивления материала. Поэтому в катушках высокой добротности марганец-цинковые ферриты применяют только для работы на частоте до 2 МГц, а для работы на частотах до 300 МГц сердечники изготовляют из никель-цинковых ферритов, имеющих также кубическую поликристаллическую структуру, но более низкую магнитную проницаемость.
Редкоземельные ферриты со структурой граната заняли в технике столь же важное место, как и ферриты со структурой шпинели. Формула гранатов может быть записана следующим образом: Me3Fe5O12, где Me обозначает ион редкоземельного металла. Изучение редкоземельных гранатов было затруднено тем, что их структуру относили к типу искаженного перовскита. В 50-х годах X. Форестье и Г. Гийо-Гийен (Франция) изготовили несколько соединений класса Fe2O3Me2O3, где Me обозначает лантан, празеодим, неодим, самарий, эрбий, иттрий, гадолиний, тулий, диспрозий и иттербий. Они обнаружили, что намагниченность насыщения этих соединений несколько ниже, чем намагниченность насыщения никелевого феррита, и что существует две температуры Кюри — выше 400 °С и около 300 °С, в которых намагниченность принимает нулевое значение. Одна из этих «точек Кюри» представляет собой температуру компенсации, характерную для некоторых ферримагнитных гранатов. Г. Гийо считал, что этот материал обладает кубической структурой типа перовскита, и установил соответствие между температурами Кюри и диаметрами металлических ионов. В 1954 г. Р. Потенэ и X. Форестье (Франция) опубликовали дополнительные данные о температурных зависимостях намагниченности для ферритов гадолиния, диспрозия и эрбия. Е. Ф. Берто и Д. Форра (Франция) в 1956 г. рассмотрели подробнее систему Fe2O3Me2O3 и предположили наличие новой структуры для этого класса материалов. Эта структура состоит из кубических элементарных ячеек, содержащих восемь формульных единиц 5Ре2О33Ме2О3.
Эта структура оказалась изоморфной с классическим природным гранатом Ca3Fe2Si3O12. Л. Неель, Ф. Берто, Д. Форра и Р. Потенэ (Франция) назвали эту новую группу ферримагнитных материалов редкоземельными гранатами.
В 1958—1970 гг. Д. Геллер и А. Джилео (США), А. Г. Титова, В. А. Тимофеева и Н. Д. Урсуляк (СССР) продолжили изучение структуры граната и ферримагнитных свойств иттриевого граната. Это соединение оказалось наиболее важным представителем данного класса веществ. Такие материалы оказались незаменимыми в сверхвысокочастотных устройствах.